# Neostichtis fulgurata
Neostichtis fulgurata är en fjärilsart som beskrevs av Robert H. Carcasson 1965. Neostichtis fulgurata ingår i släktet Neostichtis och familjen nattflyn. Inga underarter finns listade i Catalogue of Life.